# Journal of Agricultural and Food Chemistry
Journal of Agricultural and Food Chemistry is een wetenschappelijk tijdschrift met collegiale toetsing, dat wordt uitgegeven door de American Chemical Society. De naam wordt gewoonlijk afgekort tot J. Agric. Food Chem. Het tijdschrift publiceert onderzoek gerelateerd aan de chemie en biochemie van de landbouw- en voedingsindustrie.
Het tijdschrift werd opgericht in 1953.